# Ralph Berzsenyi
Ralph Berzsenyi, född 26 februari 1909 i Fiume, död 10 juni 1978 i Budapest, var en ungersk sportskytt.
Berzsenyi blev olympisk silvermedaljör i gevär vid sommarspelen 1936 i Berlin.